# Tantum Ergo a voce di basso
Tantum Ergo a voce di basso è una composizione sacra di Giuseppe Verdi.
Il pezzo, un tempo pensato perduto, è stato ritrovato nel 2013 a Finalborgo, in Liguria.

## Composizione
Nel 1853  Verdi scrive in una lettera: 
"Nei tre anni che fui a Milano scrissi pochissimi pezzi ideali. Ritornato in patria ricominciai a scrivere Marcie, Sinfonie, pezzi vocali, una Messa intiera, un Vespero intiero, tre o quattro Tantum ergo ed altri pezzi sacri che non ricordo”.
In gioventù infatti Verdi compose numerosi pezzi vari, fra cui numerosi Tantum ergo fra cui si ricordano un Tantum ergo per basso e orchestra in fa maggiore, per tenore e orchestra in sol maggiore, per tenore e orchestra o organo in sol maggiore; questi già noti prima della riscoperta del 2013.
Il Tantum ergo a voce di basso, che si adatta pure per un baritono. La composizione utilizza il tema della romanza per canto e pianoforte L’esule, composta dallo stesso Verdi nel 1839 su versi di Temistocle Solera.

## Struttura
Il Tantum ergo per voce di basso è composta due parti:
- Tantum ergo (Cantabile, Do minore)
- Genitori (Allegro, Mi bemolle maggiore)

## Organico
IL pezzo di musica sacra è scritto per:
- voce (basso)
- 2 flauti
- 2 clarinetti in Si b
- 2 corno in Mi b
- 2 trombe in Mi b
- trombone
- violini (primi e secondi)
- violoncello
- contrabbasso

## Ritrovamento
Nel 2005 la Società Filarmonica di Finalborgo depositò presso la Sezione Musicale di Conservazione della Biblioteca Mediateca di Finale una parte dei suoi fondi per un riordinamento dei manoscritti. Proprio nel corso di questa indagine è stato ritrovato il lavoro verdiano: una partitura di 9 carte scritte sul recto e sul verso, rilegate con filo nero. Dopo attento studio si è confermata l'attribuzione del lavoro a Giuseppe Verdi. 
Tutti gli elementi attualmente a disposizione portano a ritenere che a realizzare la copia del Tantum ergo in questione fu un certo Giovanni Sibone (1807 ca – ?), maestro di musica attivo a Finalborgo dal 1837 al 1846. Sono in corso ulteriori approfondimenti sui documenti dell’Archivio Storico Comunale e sugli altri manoscritti musicali realizzati da questo maestro e poi depositati nel fondo musicale della Società Filarmonica (come prevedeva il contratto sottoscritto dai maestri di musica che operavano nella cittadina) per ricostruire la biografia di questo musicista e capire la genesi della copia che egli realizzò della composizione verdiana.
La prima esecuzione assoluta dopo la scoperta del ‘Tantum ergo’ si tiene il 30 luglio nella Basilica di San Giovanni Battista a Finalmarina, con la partecipazione del soprano Anna Delfino, del baritono Bruno Pestarino, dell’Orchestra Classica di Alessandria e del Coro ‘Mario Panatero’ di Alessandria sotto la direzione di Maurizio Fiaschi.